# Papiermühle (Weihenzell)
Papiermühle (fränkisch: Babiea-mil) auch Stiftsmühle genannt (da sie dem Stiftsamt Ansbach unterstand), ist ein Gemeindeteil der Gemeinde Weihenzell im Landkreis Ansbach (Mittelfranken, Bayern). Papiermühle liegt in der Gemarkung Weihenzell.

## Geografie
Die Einöde liegt an der Rippach. Im Südosten liegt die Flur Eckertsleiten. Die Papiermühle bildet mit Weihenzell eine geschlossene Siedlung. Ein Anliegerweg führt zur Kreisstraße AN 10 (0,1 km südwestlich), die zur Ortsmitte von Weihenzell (0,6 km nordwestlich) bzw. an der Stein- und Fessenmühle vorbei nach Frankendorf verläuft (2,5 km östlich).

## Geschichte
Der Ort wurde 1587 als „Kleinmühle“ erstmals urkundlich erwähnt, wobei der Ortsname eine Eigenschaft der Mühle angibt, durch die sie von anderen in dieser Gegend bestehenden Mühlen unterschieden werden kann. 1705 gelangte sie in Besitz des Markgrafentums Ansbach und wurde zur Herstellung von Papier betrieben. Sie wurde später an den Hofseiler Justus Pflaum verkauft.
Gegen Ende des 18. Jahrhunderts gehörte die Papiermühle zur Realgemeinde Weihenzell. Sie hatte das brandenburg-ansbachische Stiftsamt Ansbach als Grundherrn. Unter der preußischen Verwaltung (1792–1806) des Fürstentums Ansbach erhielt die Papiermühle bei der Vergabe der Hausnummern die Nr. 33 und 34 des Ortes Weihenzell. Von 1797 bis 1808 unterstand der Ort dem Justiz- und Kammeramt Ansbach.
Im Rahmen des Gemeindeedikts wurde Papiermühle dem 1808 gebildeten Steuerdistrikt Weihenzell und der 1811 gegründeten Ruralgemeinde Weihenzell zugeordnet.

### Baudenkmal
- Haus Nr. 4: ehemalige Mühle, zweigeschossiger, massiver Mansarddachbau, 18. Jahrhundert; massives zweigeschossiges Nebengebäude, Halbwalm, 18. Jh.[10]

### Einwohnerentwicklung
| Jahr      | 001818 | 001840 | 001861 | 001871 | 001885 | 001900 | 001925 | 001950 | 001961 | 001970 | 001987 | 001999 | 002011 | 002017 |
| Einwohner | 5      | 7      | *      | 8      | 14     | 12     | 9      | 17     | 12     | 5      | 4      | 25     | 23     | 22     |
| Häuser    | 3      | 1      |        |        | 2      | 2      | 1      | 1      | 3      |        | 1      |        |        |        |
| Quelle    | [ 12 ] | [ 13 ] | [ 14 ] | [ 15 ] | [ 16 ] | [ 17 ] | [ 18 ] | [ 19 ] | [ 20 ] | [ 21 ] | [ 22 ] | [ 23 ] |        | [ 1 ]  |

## Religion
Der Ort ist evangelisch-lutherisch geprägt und nach St. Jakob (Weihenzell) gepfarrt. Die Einwohner römisch-katholischer Konfession waren zunächst nach St. Ludwig (Ansbach) gepfarrt, seit 1970 ist die Pfarrei Christ König (Ansbach) zuständig.